# Autostrada A42 (Portugalia)
Autostrada A42 (port. Autoestrada A42, Autoestrada do Douro Litoral) – autostrada w północnej Portugalii, przebiegająca przez dystrykt Porto.
Autostrada rozpoczyna się w Alfena węzłem z  i kończy w Felgueiras na węźle z .

## Historia budowy
| Odcinek                                     | Stan (12/2010)                                                          | Długość |
| ------------------------------------------- | ----------------------------------------------------------------------- | ------- |
| Ermida (Alfena) () – Paços de Ferreira este | w użytku (od 11 listopada 2005)                                         | 10,0 km |
| Paços de Ferreira este – Lousada oeste      | w użytku (od 1998) jako () rozbudowa (11/2006) jako autostrada ( A 42 ) | 4,0 km  |
| Lousada oeste – Lousada norte ()            | w użytku (od 11/2006)                                                   | 7,0 km  |